# Конзолно приложение
Конзолното приложение е компютърна програма проектирана да бъде използвана само чрез текстово-базиран компютърен интерфейс, както при компютърния терминал, интерфейсът с команден ред на някои операционни системи (Unix, DOS и др.) или базирания на текст компютърен интерфейс, включен при графичния потребителски интерфейс (ГПИ) на повечето операционни системи. Например при Win32 конзолата в Microsoft Windows, Terminal в Mac OS X, и Xterm в Unix. Потребителят обикновено управлява конзолното приложение използвайки само клавиатура и монитор, за разлика от ГПИ приложенията, които обикновено изискват употребата на мишка и/или друго периферно устройство. Много конзолни приложения са инструменти с интерфейс с команден ред, но и не малко програми с текстов потребителски интерфейс (ТПИ) съществуват.
С течение на времето бързината и удобството на ГПИ приложенията се увеличава и поради тази причина използването на конзолните приложение е значително намаляло, но не съвсем изчезнало. Част от потребители предпочитат конзолните приложения, дори някои организации все още се доверяват на съществуващи конзолни приложения за контрол над операциите и боравенето с информация.
В днешно време конзолните приложения се разработват в модерна програмна среда, като например тази на Visual Studio и .NET Framework на Microsoft Windows. По този начин се улеснява възприемането и научаването на нов програмен език, като се избягва сложността от възприемането и на графичен интерфейс.
За обработка на информация и администриране, конзолното приложение е доста удобно, въплътено в самата операционна система. Може да се използва и за обработка на информация чрез задействане на предварително написан скрипт. Ако приложението ще бъде използвано само от програмиста, който го е написал и/или някои негови колеги, не би следвало да има нужда от сложен графичен интерфейс, който допълнително да усложнява заучаването на функционалността на приложението.
Широко използвани приложения, проектирани да бъдат използвани само чрез текстово-базиран компютърен интерфейс, са програми като Lynx, Irssi, Alpine, Mutt, Midnight Commander, nano, Music on Console, cmus.

## Hello world програма
Може би първата програма на всеки програмист. Ето няколко примера за програмата написана на различни езици за програмиране, която извежда на конзолата текста "Hello world":
C (език за програмиране)
```
 
#include
 
<stdio.h>

 
int
 
main
(
void
)

 
{

     
printf
(
"Hello, world!
\n
"
);

     
return
 
0
;

 
}

```

C++
```
 
#include
 
<iostream>

 
int
 
main
()

 
{

     
std
::
cout
 
<<
 
"Hello, world"
 
<<
 
std
::
endl
;

     
return
 
0
;

 
}

```

C#
```
 
using
 
System
;

 
class
 
HelloWorldApp

 
{

     
public
 
static
 
void
 
Main
()

     
{

         
Console
.
WriteLine
(
"Hello, world!"
);

     
}

 
}

```

Java
```
    
public
 
class
 
Hello
 
{

        
public
 
static
 
void
 
main
(
String
[]
 
args
)
 
{

            
System
.
out
.
println
(
"Hello, world!"
);

        
}

    
}

```